# Saint (Name)
Saint ist ein französischer Familienname.

## Namensträger
- Assoto Saint (1957–1994), haitianisch-amerikanischer Tänzer, Lyriker, Dramatiker, Herausgeber und Aktivist
- Crosbie E. Saint (1936–2018), US-amerikanischer General
- Eva Marie Saint (* 1924), US-amerikanische Schauspielerin
- Gérard Saint (1935–1960), französischer Radrennfahrer
- Leonie Saint (* 1986), deutsche Pornodarstellerin
- Lucien Saint (1867–1938), französischer Politiker
- Samantha Saint (* 1987), US-amerikanische Pornodarstellerin
- Silvia Saint (* 1976), tschechische Pornodarstellerin
- Tyler Saint (* 1965), US-amerikanischer Pornodarsteller

## Namensbestandteil
- Adhémar Jean Claude Barré de Saint-Venant (1797–1886), französischer Ingenieur, Mathematiker und Physiker
- Alamand de Saint-Jeoire, Bischof von Genf
- Alberte-Barbe de Saint-Baslemont (1606–1660), lothringische Adelige
- Alexis de Guignard, Comte de Saint-Priest (1805–1851), französischer Diplomat und Historiker
- Allan Saint-Maximin (* 1997), französischer Fußballspieler
- Alphonse Marie Louis de Saint-Sévérin d’Aragon (1705–1757), französischer Diplomat und Minister
- Amaury de Farcy de Saint-Laurent (1652–1729), kurfürstlich braunschweig-lüneburgischer Generalleutnant der Kavallerie
- André Saint-Cyr (* 1930), kanadischer Benediktinermönch, Chorleiter und Gregorianikexperte
- André Saint-Mleux (1920–2012), französischer Politiker
- Andreas Nikolai de Saint-Aubain (1798–1865), dänischer Schriftsteller
- Antoine de Saint-Exupéry (1900–1944), französischer Schriftsteller
- Antoine Saint-John (1940–1990), französischer Schauspieler
- Antoinette de Saint Léger (1856–1948), Besitzerin der Isole di Brissago und Gastgeberin für Künstler und Schriftsteller
- Armand Marc de Montmorin Saint-Hérem (1745–1792), französischer Staatsmann
- Armand-Jacques-Achille Leroy de Saint-Arnaud (1796–1854), französischer General und Staatsmann, Marschall von Frankreich
- Arthur Saint-Léon (1821–1870), französischer Geiger, Tänzer, Choreograph und Tanztheoretiker
- Auguste de Saint-Hilaire (1779–1853), französischer Botaniker
- Auguste Regnaud de Saint-Jean d’Angely (1794–1870), französischer General und Staatsmann, Marschall von Frankreich
- Augustus Saint-Gaudens (1848–1907), US-amerikanischer Bildhauer, der auch Münzbilder schuf
- Axelle Saint-Cirel (* 1995), französische Jazzsängerin und lyrische Mezzosopranistin
- Bénigne Dauvergne de Saint-Mars (1626–1708), französischer Soldat und Gefängnisdirektor
- Camille Saint-Saëns (1835–1921), französischer Pianist, Organist und Komponist
- César Vichard de Saint-Réal (1639–1692), französischer Schriftsteller und Historiker
- Charles de Saint-Évremond (1613–1703), französischer Militär und Schriftsteller
- Charles P. de Saint-Aignan (* 1977), US-amerikanischer Informatiker, Astronom und Asteroidenentdecker
- Charles Raymond de Saint-Vallier (1833–1886), französischer Diplomat, Abgesandter Frankreichs auf dem Berliner Kongress
- Charles-François de Saint-Simon Sandricourt (1727–1794), letzter Bischof von Agde
- Claude de Rouvroy, duc de Saint-Simon (1607–1693), französischer Adliger
- Claude-Louis, comte de Saint-Germain (1707–1778), französischer General
- Clément Magloire-Saint-Aude (1912–1971), haitianischer Dichter
- Consuelo de Saint-Exupéry (1901–1979), salvadorianische Künstlerin, Autorin und Muse
- David Saint-Jacques (* 1970), kanadischer Astronaut
- Didier de Saint-Jaille († 1536), Großmeister des Malteserordens
- Emile Saint-Lot (1904–1976), haitianischer Politiker, Journalist, Jurist und Diplomat
- Esprit André Durant de Saint André (1777–1860), französischer Diplomat und Generalkonsul
- Étienne Martin Saint-Léon (1860–1934), französischer Historiker, Wirtschaftswissenschaftler und wissenschaftlicher Bibliothekar
- Eustache de Saint-Far (1746–1828), französischer Architekt und Stadtbaumeister
- François I. de Bourbon-Saint-Pol (1491–1545), französischer Adliger und Militär, Gouverneur von Paris, Gouverneur der Dauphiné, Generalleutnant
- François Saint-Gilles (* 1951), französischer Sprinter
- François Saint-Macary (1936–2007), französischer Geistlicher, Erzbischof von Rennes
- François-Emmanuel Guignard de Saint-Priest (1735–1821), französischer Diplomat und Staatsmann
- François-Joseph de Beaupoil de Saint-Aulaire (1648–1742), französischer Offizier und Dichter
- Franz Xaver von Saint-Julien (1756–1836), österreichischer General
- Gabriel de Saint-Aubin (1724–1780), französischer Maler, Zeichner und Graveur
- Gaston Saint-Paul de Sinçay (1854–1938), belgischer Fahrsportler
- Gérard Saint-Paul (* 1941), französischer Journalist
- Gilbert de Saint-Hilaire, Offizier und Arsenalhauptmann
- Gilles Saint-Paul (* 1963), französischer Wirtschaftswissenschaftler
- Godefroy Brossay-Saint-Marc (1803–1878), französischer Kardinal der römisch-katholischen Kirche
- Gonzague Saint Bris (1948–2017), französischer Schriftsteller und Journalist
- Grégoire de Saint-Vincent (1584–1667), flämischer Mathematiker und Jesuit
- Grégory Saint-Géniès (* 1977), französischer Skeletonpilot
- Guy Saint-Jean (1923–2000), französischer Schauspieler
- Guy Saint-Vil (* 1942), haitianischer Fußballspieler
- Heinrich von Saint-Julien (1801–1844), badischer Jurist, Kriegsrat, Komponist und Chorleiter
- Hélène de Saint-Père (1963–2022), französische Schauspielerin
- Hélie de Saint Marc (1922–2013), französischer Widerstandskämpfer und Offizier
- Henri de Saint-Delis (1878–1949), französischer Maler
- Henri de Saint-Simon (1760–1825), Aristokrat, Offizier im Amerikanischen Unabhängigkeitskrieg, Ideologe und Publizist
- Henri de Saint-Sulpice († 1576), Mignons des französischen Königs Heinrich III.
- Henry de Saint-Didier, französischer Fechtmeister und Autor
- Hubert Saint-Macary (* 1949), französischer Schauspieler
- Ida Saint-Elme (1776–1845), französische Schriftstellerin, Abenteurerin und Kurtisane
- Isaac de l’Ostal de Saint-Martin (1629–1696), Sergeant-Major der Niederländischen Ostindien-Kompanie
- Jacques de Saint-Blanquat (* 1925), katholischer Bischof
- Jacques Grasset de Saint-Sauveur (1757–1810), französischer Diplomat, Literat, Zeichner und Publizist
- Jacques-Henri Bernardin de Saint-Pierre (1737–1814), französischer Schriftsteller
- Jacques-François Grout de Saint-Georges (1704–1763), französischer Aristokrat und Marineoffizier
- Jacques-Maurice De Saint Palais (1811–1877), französischer römisch-katholischer Geistlicher, Bischof von Vincennes (Indiana)
- Janou Saint-Denis (1930–2000), kanadische Lyrikerin, Regisseurin, Theaterleiterin und Schauspielerin
- Jean de Saint-Bonnet de Toiras (1585–1636), Marschall von Frankreich
- Jean Saint-Josse (* 1944), französischer Politiker
- Jean Saint-Pierre (1884–1951), französischer Geistlicher und römisch-katholischer Weihbischof in Karthago
- Jean d’Albon de Saint-André (1472–1549), Gouverneur von Lyon
- Jean-Baptiste de la Croix Chevrière de Saint-Vallier (1653–1727), Bischof von Québec
- Jean-Baptiste Saint-Jure (1588–1657), französischer Jesuit, Schriftsteller und Theologe
- Jean Charles de Saint-Nectaire (1685–1771), französischer Militär und Diplomat, Marschall von Frankreich
- Jean Le Fèvre de Saint-Remy († 1468), französischer Chronist
- Jean Foucault de Saint-Germain-Beaupré († 1466), französischer Adliger und Militär
- Jean-François de Saint-Lambert (1716–1803), französischer Soldat, Dichter, Philosoph und Autor
- Jean-Jacques Desvaux de Saint-Maurice (1775–1815), französischer General der Artillerie
- Jean-Paul Rabaut Saint-Étienne (1743–1793), Politiker in der Französischen Revolution
- Jean-Philippe Saint-Geours (* 1947), französischer Staatsbeamter und Unternehmer
- Jean-Pierre Saint-Ours (1752–1809), Schweizer Historienmaler des Klassizismus
- Jean-Vincent d’Abbadie de Saint-Castin (1652–1707), Offizier und Häuptling der Penobscot
- Jeanne de Saint-Rémy (1756–1791), französische Adlige und Drahtzieherin der Halsbandaffäre
- Jethro Saint-Fleur (* 1995), Leichtathlet aus Aruba
- Joseph Saint-Pierre († 1754), französischer Architekt
- Joseph Giry de Saint-Cyr (1699–1761), französischer römisch-katholischer Geistlicher
- Joseph-Barnabé Saint-Sevin (1727–1803), französischer Komponist und Violinist
- Josephine von Saint-Hilaire († 1859), Kochbuchautorin, siehe Die wahre Kochkunst, oder neuestes, geprüftes und vollständiges Pester Kochbuch
- Jude Saint-Antoine (1930–2023), kanadischer Geistlicher, Weihbischof in Montréal
- Jules Barthélemy-Saint-Hilaire (1805–1895), französischer Gelehrter und Staatsmann
- Jules-Henri Vernoy de Saint-Georges (1799–1875), französischer Dramatiker
- Julie de Saint-Laurent, Mätresse von Prinz Eduard August, Herzog von Kent und Strathearn
- Laure Saint-Raymond (* 1975), französische Mathematikerin
- Laurent Saint-Cyr, haitianischer Geschäftsmann und Politiker
- Laurent Saint-Martin (* 1985), französischer Politiker
- Leandro Saint-Hill (* 1968), kubanischer Jazzmusiker
- Léon de Saint-Lubin (1805–1850), italienischer Geiger und Komponist
- Léon Saint-Paul, französischer Autorennfahrer
- Léon Saint-Réquier (1872–1964), französischer Komponist, Organist und Musikpädagoge
- Léonce de Saint-Martin (1886–1954), französischer Organist
- Liliane Saint-Pierre (* 1948), belgische Sängerin
- Lisa Saint Aubin de Terán (* 1953), britische Journalistin und Autorin
- Louis Saint-Laurent (1882–1973), zwölfter Premierminister Kanadas
- Louis-Alexandre Saint-Paul de Sinçay (1815–1890), französischer Industrieller
- Louis Antoine de Saint-Just (1767–1794), französischer Schriftsteller und Revolutionär
- Louis Bernard-Saint-Affrique (1745–1799), französischer Politiker, Mitglied im Nationalkonvent und im Rat der Fünfhundert während der Französischen Revolution
- Louis Charles de Saint-Albin (1698–1764), Bischof von Laon und Erzbischof von Cambrai
- Louis Claude de Saint-Martin (1743–1803), französischer Freimaurer, Philosoph und Mystiker
- Louis-Marie Pidou de Saint-Olon (1637–1717), französischer Missionar und Bischof
- Louis de Rouvroy, duc de Saint-Simon (1675–1755), französischer Politiker und Schriftsteller
- Louis-Michel Le Peletier de Saint-Fargeau (1760–1793), Politiker während der Französischen Revolution
- Luc Letellier de Saint-Just (1820–1881), kanadischer Politiker, Vizegouverneur von Québec
- Lucile Saint-Simon (* 1932), französische Schauspielerin
- Luiz Augusto Saint-Brisson de Araújo Castro (* 1946), brasilianischer Diplomat
- Mademoiselle Saint-Val aînée (1743–1830), französische Schauspielerin
- Mademoiselle Saint-Val cadette (1752–1836), französische Schauspielerin
- Marc-Antoine Girard de Saint-Amant (1594–1661), französischer Lyriker des Barock
- Marie de Saint-Pol, anglo-französische Adlige
- Marie de Bourbon-Saint-Pol (1539–1601), Gräfin von Saint-Pol, Herzogin von Estouteville, Regentin von Neuenburg
- Marie-Jean Blanc Saint-Hilaire (1805–1890), französischer Verleger, Romanist, Lexikograf und Baskologe
- Maximilien Henri de Saint-Simon, französischer Schriftsteller
- Mellin de Saint-Gelais († 1558), Dichter der französischen Renaissance
- Michel Saint Lezer (* 1946), französischer Skispringer
- Mikerline Saint-Félix (* 1999), haitianische Fußballspielerin
- Monique Saint-Hélier (1895–1955), Schweizer Schriftstellerin
- Nadyne Saint-Cast (* 1979), deutsche Politikerin (Bündnis 90/Die Grünen)
- Natasha Saint-Pier (* 1981), kanadische Sängerin
- Nicolas-François Dupré de Saint-Maur (1695–1774), französischer Finanzhistoriker
- Niki de Saint Phalle (1930–2002), schweizerisch-französische Malerin und Bildhauerin
- Octavien de Saint-Gelais (1468–1502), Dichter und Übersetzer der französischen Renaissance
- Ottilie Gerhäuser-Saint-Georges (1871–1955), deutsche Schauspielerin
- Patrick Saint-Éloi (1958–2010), guadeloupischer Sänger
- Paul-Hippolyte de Beauvilliers, duc de Saint-Aignan (1684–1776), französischer Hochadeliger, Offizier, Diplomat
- Pierre Saint-Amant (1800–1872), französischer Schachmeister
- Pierre de Saint-Joseph (1594–1662), französischer Zisterzienser, Theologe und Philosoph
- Raymond Saint-Gelais (* 1936), emeritierter Bischof von Nicolet
- René de Saint-Marceaux (1845–1915), französischer Bildhauer
- René de Saint-Périer (1877–1950), französischer Prähistoriker und Lokalhistoriker
- René Doynel de Saint-Quentin (1883–1961), französischer Botschafter
- Renée Saint-Cyr (1904–2004), französische Schauspielerin
- Robert Saint-Pé (1899–1988), französischer Hammerwerfer
- Roger I. de Saint-Lary († 1579), französischer Adliger, Marschall von Frankreich
- Roger II. de Saint-Lary (1562–1646), französischer Adliger, Großstallmeister von Frankreich
- Roger Saint-Vil (1949–2020), haitianischer Fußballspieler
- Sabin-Marie Saint-Gaudens (1921–2001), französischer katholischer Bischof
- Sélène Saint-Aimé, französische Jazzmusikerin
- Simon-Pierre Saint-Hillien (1951–2015), haitianischer Ordensgeistlicher, Bischof von Hinche
- Stanislas Saint Clair (1835–1887), britischer Offizier und Diplomat
- Ulrich Saint-Paul (* 1948), deutscher Biologe und Professor für angewandte Marine Ökologie
- Ulrich Maximilian Le Tanneux von Saint-Paul-Illaire (1833–1902), deutscher Marineoffizier und Politiker, MdR
- Valentine de Saint-Point (1875–1953), französische Dichterin
- Yves Le Coat de Saint-Haouen (1756–1826), französischer Konteradmiral und Erfinder
- Yves Saint-Martin (* 1941), französischer Jockey